# Literaturjahr 1939
Liste der Literaturjahre

◄ | 1935 | 1936 | 1937 | 1938 | Literaturjahr 1939 | 1940 | 1941 | 1942 | 1943 | ► | ►►

Weitere Ereignisse

## Ereignisse

### Prosa

#### Vereinigte Staaten
- 18. März: Der amerikanische Schriftsteller James Thurber veröffentlicht in der Zeitschrift The New Yorker eine seiner bekanntesten Kurzgeschichten, The Secret Life of Walter Mitty (Walter Mittys Geheimleben).

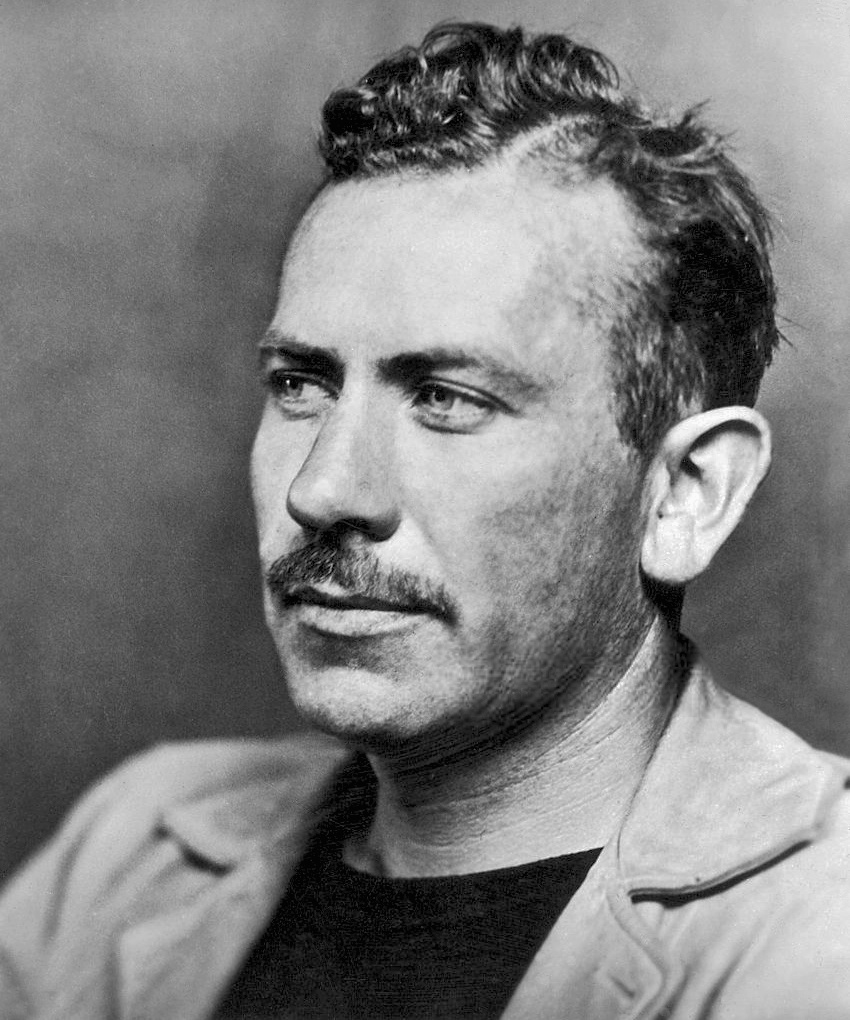
John Steinbeck 1939

- 14. April: In den Vereinigten Staaten erscheint John Steinbecks Roman The Grapes of Wrath (Früchte des Zorns), in der er die Great Depression, die Dust Bowl des Mittelwestens und das Schicksal der sogenannten „Okies“ in Kalifornien thematisiert. Der Autor sieht sich in der Folge mit Anfeindungen aus den Reihen der politischen Rechten und der Großgrundbesitzer bis hin zu Verboten und Bücherverbrennungen konfrontiert, aber der Roman wird im folgenden Jahr mit dem Pulitzer-Preis ausgezeichnet.
- 18. August: In den USA wird der Roman Uncle Fred in the Springtime (Onkels Erwachen) von P. G. Wodehouse erstveröffentlicht. Protagonist des Werks aus der Blandings Castle-Saga ist Lord Ickenham.
- Die Kurzgeschichte The Statement of Randolph Carter von H. P. Lovecraft erscheint erstmals in Buchform.

#### Großbritannien und Irland
- Agatha Christie veröffentlicht die Kriminalromane Murder is Easy (5. Juni) und Ten Little Niggers (6. November). Letzterer wird später unter dem Titel And Then There Were None verlegt und wird zum bis heute meistverkauften Kriminalroman und einem der erfolgreichsten Bücher aller Zeiten.

- Der postmoderne Roman At Swim-two-Birds (Auf Schwimmen-zwei-Vögel) des Iren Flann O’Brien erscheint.
- Finnegans Wake, der letzte Roman von James Joyce, an dem er seit 1923 gearbeitet hat, erscheint.
- Der britische Schriftsteller Christopher Isherwood veröffentlicht den autobiographischen Roman Goodbye to Berlin.

- Von Richard Llewellyn erscheint der historische Roman How Green Was My Valley.

#### Frankreich
- Antoine de Saint-Exupéry schreibt den Erlebnisbericht Terre des Hommes (Wind, Sand und Sterne).
- Von Georges Simenon erscheint der Roman Le Bourgmestre de Furnes.
- Von Marguerite Yourcenar erscheint der Roman Le Coup de Grâce.

#### Weitere Werke weltweit
- Schalom Asch verfasst seinen Roman Jesus. Ein Nazarener.
- Der Roman Põrgupõhja uus Vanapagan des estnischen Schriftstellers Anton Hansen Tammsaare erscheint.
- Der Roman Karge meri des estnischen Schriftstellers August Gailit aus dem Jahr 1938 erscheint als Die Insel der Seehundsjäger in deutscher Übersetzung.
- Von Nagib Mahfuz erscheint mit Cheops sein erster Roman.

#### Deutschsprachige Exilliteratur
- Von Anna Seghers erscheint die Erzählung Reise ins Elfte Reich.

### Lyrik
- 15. Juni: In der in Paris herausgegebenen Exilzeitschrift Die neue Weltbühne erscheint Bertolt Brechts Gedicht An die Nachgeborenen. Das Werk, das im dänischen Exil in Svendborg auf Fünen entstanden ist und daher zum Zyklus der Svendborger Gedichte zählt, gilt als einer der wichtigsten Texte der deutschen Exilliteratur.

- August: Von Aimé Césaire erscheint das epische Gedicht Cahier d’un retour au pays natal.

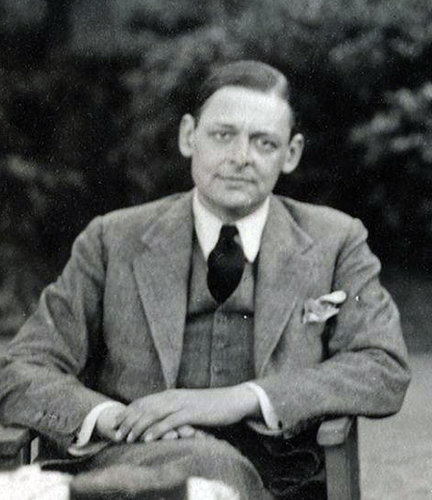
T. S. Eliot (1934)

- T. S. Eliot veröffentlicht die Gedichtsammlung Old Possum's Book of Practical Cats, das Jahrzehnte später zur Grundlage für das Musical Cats wird.

- Erich Weinert veröffentlicht sein Gedicht Im Kreml ist noch Licht.

### Drama
- 09. März: Am Schauspielhaus Zürich wird Unsere kleine Stadt von Thornton Wilder in deutschsprachiger Erstaufführung gezeigt.
- Bevor er Dänemark am 23. April verlässt, vollendet Bertolt Brecht das Drama Mutter Courage und ihre Kinder.
- Joseph Kesselring verfasst die Komödie Arsenic and Old Lace (Arsen und Spitzenhäubchen), das sein einziges erfolgreiches Theaterstück wird.

### Biografie
- Von Carl Sandburg erscheint Abraham Lincoln: The War Years.

### Comic
- In den USA erscheint der erste Batman-Comic.

### Kinderliteratur
- In den USA erscheint das Bilderbuch Mike Mulligan and His Steam Shovel von Virginia Lee Burton.
- Das NS-Propagandawerk Mutter, erzähl von Adolf Hitler! von Johanna Haarer erscheint.

### Wissenschaftliche Werke
- 11. Februar: Lise Meitner und Otto Frisch beschreiben in der Wissenschaftszeitschrift Nature theoretische Überlegungen nach der Entdeckung der Kernspaltung und sorgen damit in der Fachwelt für Aufsehen.
- In London erscheint The Twenty Years’ Crisis von E. H. Carr.

### Verlagsgründungen
- In den USA wird Arkham House als Verlag für phantastische Literatur gegründet.

### Preisverleihungen

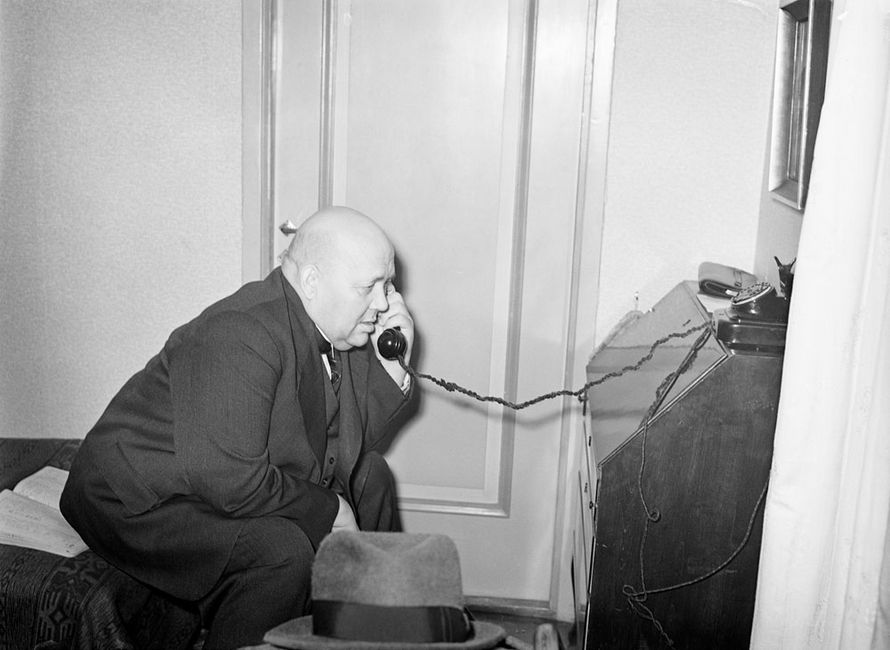
Sillanpää erhält die Nachricht von der Verleihung des Nobelpreises.

- Der Finne Frans Eemil Sillanpää erhält „für die tiefe Auffassung und die erlesene Stilkunst, womit er das Bauernleben und die Natur seines Heimatlandes in ihrem gegenseitigen Zusammenhang schildert“, den Nobelpreis für Literatur.

## Geboren

### Januar bis März
- 05. Januar: Luisa Futoransky, argentinische Dichterin und Schriftstellerin
- 07. Januar: Michael von Griechenland, griechischer Prinz und Schriftsteller († 2024)
- 12. Januar: Helmut Eisendle, österreichischer Psychologe und Schriftsteller († 2003)
- 13. Januar: Edgardo Cozarinsky, argentinischer Schriftsteller, Essayist und Filmemacher († 2024)
- 15. Januar: Hartmut Geerken, deutscher Musiker, Komponist, Schriftsteller, Publizist, Hörspielautor und Filmemacher († 2021)
- 23. Januar: Fred Wah, kanadischer Dichter, Schriftsteller und Hochschullehrer
- 25. Januar: Rosemarie Eitzert, deutsche Jugendbuchautorin
- 26. Januar: Klaus Laermann, deutscher Germanist, Literaturwissenschaftler, Essayist und Übersetzer
- 29. Januar: Germaine Greer, australische Intellektuelle, Autorin und Publizistin

- 01. Februar: Fritjof Capra, österreichischer Physiker, Esoteriker und Buchautor
- 10. Februar: Adrienne Clarkson, aus Hongkong stammende kanadische Journalistin, Autorin und Diplomatin
- 12. Februar: Jael Dajan, israelische Politikerin und Schriftstellerin († 2024)
- 18. Februar: Federico Moleiro, venezolanischer Lyriker
- 28. Februar: Erika Pluhar, österreichische Schauspielerin, Sängerin und Autorin

- 03. März: Ariane Mnouchkine, französische Theater- und Filmregisseurin, Theaterleiterin und Autorin
- 05. März: Charles Fuller, US-amerikanischer Dramatiker († 2022)
- 09. März: Rainer Hachfeld, deutscher Karikaturist und Bühnenautor († 2024)
- 14. März: Yves Boisset, französischer Regisseur und Drehbuchautor († 2025)
- 18. März: Jörn Ebeling, deutscher Dichter und Übersetzer († 2006)
- 26. März: Guram Dotschanaschwili, georgischer Schriftsteller († 2021)
- 30. März: Donald Adamson, britischer Historiker, Philosoph, Kritiker, Biograf und Übersetzer († 2024)
- 30. März: Christine Wolter, deutsche Schriftstellerin

### April bis Juni
- 03. April: Henning Venske, deutscher Schauspieler, Kabarettist, Moderator und Schriftsteller
- 10. April: Claudio Magris, italienischer Schriftsteller und Übersetzer
- 12. April: Alan Ayckbourn, britischer Dramatiker
- 13. April: Seamus Heaney, irischer Schriftsteller und Nobelpreisträger († 2013)
- 20. April: Peter S. Beagle, US-amerikanischer Romanautor und Songschreiber
- 20. April: Wayson Choy, kanadischer Schriftsteller († 2019)
- 20. April: Katherine V. Forrest, kanadische Schriftstellerin
- 21. April: Richard Goedeke, deutscher Bergsteiger, Kletterer und Autor
- 22. April: Jason Anthony Miller, US-amerikanischer Schauspieler und Dramatiker († 2001)
- 25. April: Michel Garneau, kanadischer Schriftsteller französischer Sprache († 2021)
- 28. April: Burkhard Driest, deutscher Schriftsteller und Schauspieler († 2020)
- 30. April: Trautl Brandstaller, österreichische Journalistin, Schriftstellerin und Fernsehredakteurin († 2024)

- 01. Mai: Johano Strasser, deutscher Politologe, Publizist und Schriftsteller
- 03. Mai: Dennis O’Neil, US-amerikanischer Schriftsteller und Comicautor († 2020)
- 04. Mai: Amos Oz, israelischer Schriftsteller († 2018)
- 05. Mai: Richard Blank, deutscher Autor in verschiedenen Genres sowie Filmemacher († 2022)
- 07. Mai: Volker Braun, deutscher Schriftsteller
- 07. Mai: W. D. Valgardson, kanadischer Schriftsteller
- 09. Mai: Pierre Desproges, französischer Humorist, Autor und Fernseh-Kabarettist († 1988)
- 10. Mai: Uwe Wandrey, deutscher Schriftsteller
- 11. Mai: Henning Boëtius, deutscher Schriftsteller († 2022)
- 17. Mai: Gary Paulsen, US-amerikanischer Jugendbuchautor († 2021)
- 18. Mai: Hark Bohm, deutscher Schauspieler, Regisseur und Drehbuchautor
- 18. Mai: Romualdas Granauskas, litauischer Schriftsteller († 2014)
- 18. Mai: Sigrun Casper, deutsche Schriftstellerin
- 28. Mai: Maeve Binchy, irische Schriftstellerin und Kolumnistin († 2012)

- 09. Juni: Charles Webb, US-amerikanischer Schriftsteller († 2020)
- 12. Juni: Obaidullah Aleem, urdusprachiger Dichter († 1998)
- 14. Juni: Dankwart Guratzsch, deutscher Journalist
- 14. Juni: Peter Mayle, britischer Schriftsteller († 2018)
- 15. Juni: Brian Jacques, britischer Schriftsteller († 2011)
- 17. Juni: Hanna Johansen, Schweizer Schriftstellerin († 2023)
- 18. Juni: Jack Herer, US-amerikanischer Schriftsteller († 2010)
- 19. Juni: Pat Mallet, französischer Comiczeichner († 2012)
- 21. Juni: Heinz Schlaffer, deutscher Germanist, Literaturwissenschaftler, Essayist († 2023)
- 23. Juni: Álvaro Pombo, spanischer Schriftsteller
- 24. Juni: Samad Behrangi, persischer Schriftsteller, Lehrer, Journalist und Bürgerrechtler († 1967)

### Juli bis September
- 02. Juli: Michael Anthony Foster, US-amerikanischer Science-Fiction-Autor († 2020)
- 04. Juli: Roland Klick, deutscher Regisseur und Drehbuchautor
- 05. Juli: Ulrike von Möllendorff, deutsche Journalistin und Fernsehmoderatorin († 2017)
- 09. Juli: Günter Tolar, österreichischer Schauspieler, Fernsehmoderator und Autor
- 20. Juli: Judy Chicago, US-amerikanische Künstlerin und Schriftstellerin
- 27. Juli: Michael Longley, nordirischer Dichter († 2025)
- 28. Juli: Beat Brechbühl, Schweizer Schriftsteller
- 31. Juli: Matilda Koen-Sarano, sephardische Schriftstellerin aus Italien († 2024)

- 01. August: Robert James Waller, US-amerikanischer Schriftsteller († 2017)
- 02. August: Wes Craven, US-amerikanischer Regisseur und Drehbuchautor († 2015)
- 09. August: Lee Cheong-jun, südkoreanischer Autor († 2008)
- 17. August: Ed Sanders, US-amerikanischer Beatnik-Poet, Sänger, Aktivist, Autor und Herausgeber
- 24. August: Jehoschua Sobol, israelischer Dramatiker und Schriftsteller
- 27. August: Hans Heinrich Formann, österreichischer Schriftsteller († 2016)
- 27. August: Jörg Nimmergut, deutscher Autor († 2024)

- 03. September: Vivi Bach, dänische Sängerin, Schauspielerin, Fernsehmoderatorin und Schriftstellerin († 2013)
- 11. September: John Lutz, US-amerikanischer (Krimi-)Schriftsteller († 2021)
- 16. September: Breyten Breytenbach, südafrikanisch-französischer Schriftsteller, Anti-Apartheid-Aktivist und Maler († 2024)
- 16. September: Wolfram Schütte, deutscher Journalist, Autor, Filmkritiker und Herausgeber
- 19. September: Jerzy Bartmiński, polnischer Literatur- und Sprachwissenschaftler († 2022)
- 22. September: Rein Saluri, estnischer Schriftsteller und Dramatiker († 2023)
- 26. September: Charlotte Grasnick, deutsche Autorin († 2009)
- 26. September: George McWhirter, kanadischer Schriftsteller, Übersetzer und Hochschullehrer nordirischer Herkunft

### Oktober bis Dezember
- 05. Oktober: Marie-Claire Blais, kanadische Schriftstellerin († 2021)
- 12. Oktober: Vladimír Körner, tschechischer Drehbuchautor, Dramaturg und Schriftsteller
- 16. Oktober: Gerold Späth, Schweizer Schriftsteller
- 21. Oktober: Peter Plichta, deutscher Chemiker und Autor
- 21. Oktober: Yak Rivais, französischer Künstler und Schriftsteller
- 26. Oktober: Karel Schoeman, afrikaanssprachiger südafrikanischer Schriftsteller († 2017)
- 27. Oktober: John Cleese, britischer Komiker, Schauspieler und Drehbuchautor

- 06. November: Satoko Kizaki, japanische Schriftstellerin
- 07. November: Lene Mayer-Skumanz, österreichische Autorin
- 09. November: Marco Bellocchio, italienischer Regisseur und Drehbuchautor
- 10. November: Ursula Ehler, deutsche Schriftstellerin und Regieassistentin († 2024)
- 12. November: Dieter Wedel, deutscher Regisseur und Drehbuchautor († 2022)
- 13. November: George V. Higgins, US-amerikanischer (Krimi-)Schriftsteller († 1999)
- 14. November: Uve Schmidt, deutscher Schriftsteller, Lyriker, Essayist, Kolumnist († 2021)
- 18. November: Margaret Atwood, kanadische Schriftstellerin
- 18. November: Amanda Lear, Sängerin, Malerin, Moderatorin, Autorin und Schauspielerin
- 20. November: Martha Vicinus, US-amerikanische Historikerin und Autorin
- 29. November: Joel Whitburn, US-amerikanischer Sachbuchautor († 2022)

- 04. Dezember: Günther Stingl, österreichischer Schriftsteller († 2022)
- 10. Dezember: Peter Schütt, deutscher Schriftsteller, Politiker und Journalist
- 18. Dezember: Friedrich Tenkrat, österreichischer Schriftsteller
- 25. Dezember: Tununa Mercado, argentinische Schriftstellerin und Journalistin

## Gestorben
- 23. Januar: Ernst Blass, deutscher Schriftsteller (* 1890)

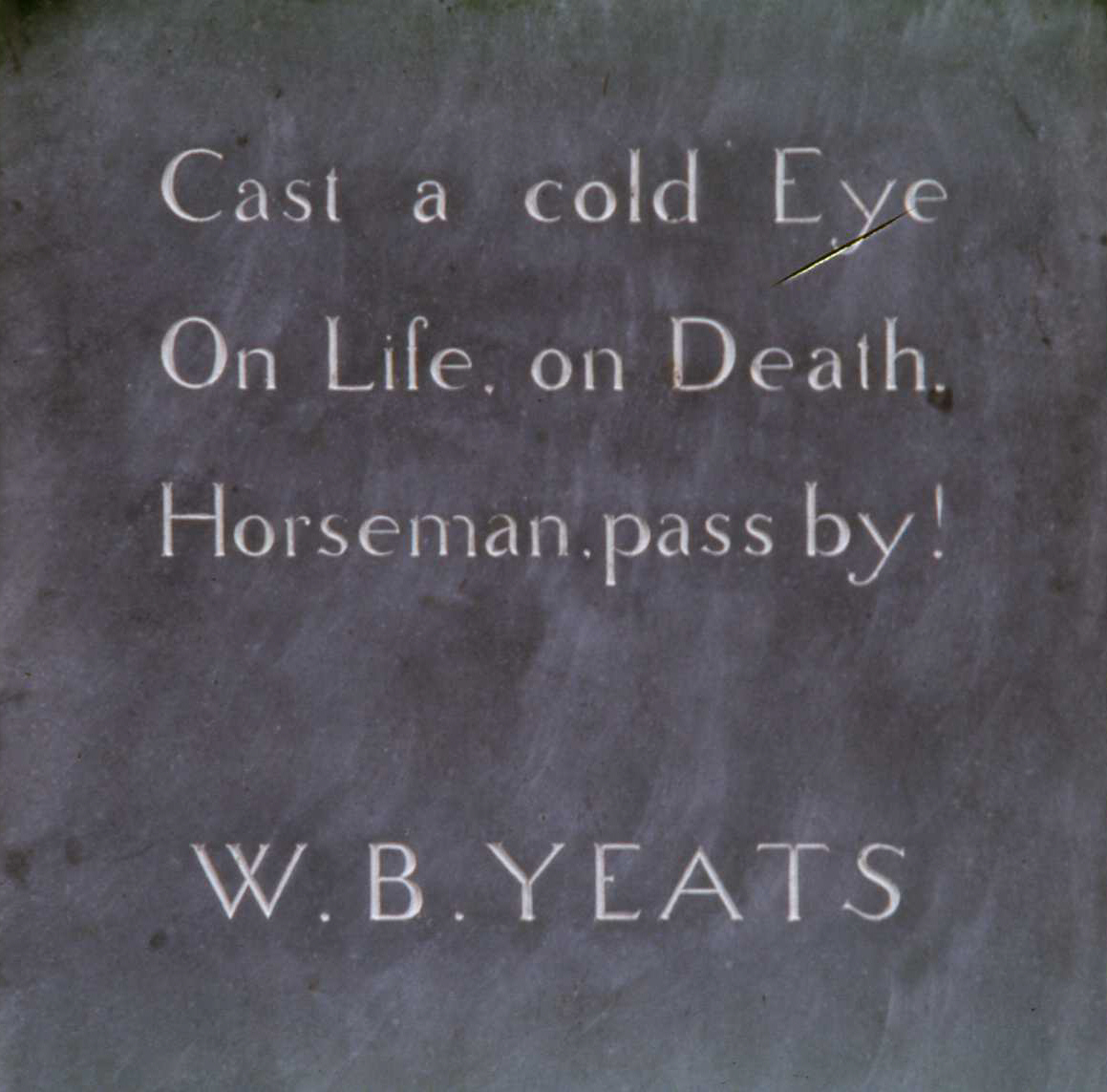
Grabstein von W. B. Yeats in Drumcliff

- 28. Januar: William Butler Yeats, irischer Schriftsteller und Nobelpreisträger (* 1865)

- 16. Februar: Jura Soyfer, österreichischer Schriftsteller (* 1912)
- 18. Februar: Okamoto Kanoko, japanische Schriftstellerin (* 1889)
- 18. Februar: Jakub Lorenc-Zalěski, sorbischer Schriftsteller und Publizist (* 1874)
- 21. Februar: Edlef Köppen, deutscher Schriftsteller und Rundfunkredakteur (* 1893)
- 22. Februar: Antonio Machado, spanischer Lyriker (* 1875)

- 02. März: Oscar Milosz, französischer Dichter, Schriftsteller, Übersetzer und Essayist (* 1877)
- 30. März: Ludwig Fulda, deutscher Germanist, Philosoph und Autor (* 1862)
- 01. April: Anton Semjonowitsch Makarenko, sowjetischer Pädagoge und Schriftsteller (* 1888)

- 06. Mai: Ragnar Jändel, schwedischer Schriftsteller und Lyriker (* 1895)
- 22. Mai: Ernst Toller, deutscher Politiker, Revolutionär und Schriftsteller (* 1893)
- 23. Mai: Margarete Böhme, deutsche Schriftstellerin (* 1867)

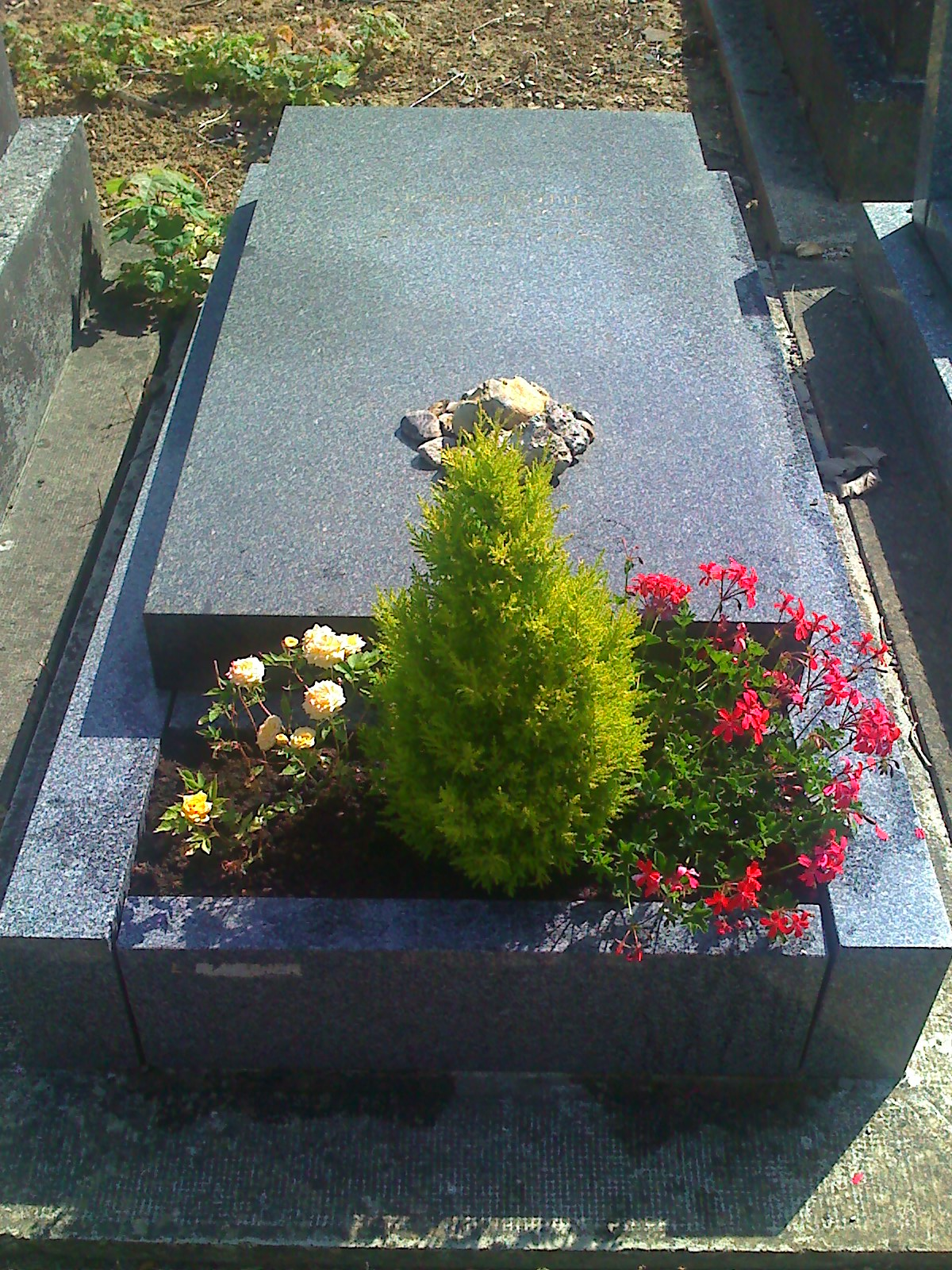
Das Grab von Joseph Roth auf dem Friedhof von Thiais bei Paris

- 27. Mai: Joseph Roth, österreichischer Schriftsteller und Journalist (* 1894)

- 09. Juni: Akashi Kaijin, japanischer Dichter (* 1901)
- 26. Juni: Ford Madox Ford, britischer Schriftsteller (* 1873)

- 07. Juli: Fritz Skowronnek, deutscher Journalist und Schriftsteller (* 1858)
- 27. Juli: Hartley Burr Alexander, US-amerikanischer Philosoph, Schriftsteller und Ethnologe (* 1873)

- 28. August: Bruno Tanzmann, deutscher Schriftsteller und Verleger (* 1878)
- 30. August: Wilhelm Bölsche, deutscher Schriftsteller und Naturforscher (* 1861)

- 07. September: Izumi Kyōka, japanischer Schriftsteller (* 1873)
- 13. September: Olav Duun, norwegischer Schriftsteller (* 1876)
- 18. September: Stanisław Ignacy Witkiewicz, polnischer Schriftsteller und Maler (* 1885)
- 21. September: Georg Witkowski, deutscher Literaturhistoriker (* 1863)

- 23. Oktober: Zane Grey, US-amerikanischer Schriftsteller (* 1872)
- 18. November: Martha Müller-Grählert, niederdeutsche Schriftstellerin (* 1876)

- 01. Dezember: Nataly von Eschstruth, deutsche Schriftstellerin (* 1860)
- 31. Dezember: Sara Louisa Blomfield, anglo-irische Bahai und Autorin (* 1859)